# Gonzalo Argote de Molina
Gonzalo Argote de Molina (Siviglia, 7 dicembre 1548 – Las Palmas, 11 agosto 1596) è stato uno storico spagnolo.
Autore dell'Historia de la nobleza de Andalucía (1588), fu editore di El conde Lucanor (1575) e del Libro de la montería que mandó escrivir el rey D. Alfonso de Castilla y de Léon (1582).